# Seznam flotnih baz Kraljeve vojne mornarice
Seznam flotnih baz Kraljeve vojne mornarice.

## Trenutne
- HMNB Devonport
- HMNB Clyde
- HMNB Portsmouth

## Bivše
- HMS Afrikander (Republika Južna Afrika)
- HMS Jufair (Bahrajn)
- HMS Malabar (Bermudi)
- HMS Sheba (Aden)
- HMS Tamar (Hong Kong)
- HMNB Singapore